# Torre di Sydney
La Torre di Sydney (in inglese: Sydney Tower) è con i suoi 309 metri di altezza, l'edificio più alto di Sydney in Australia.

## Storia

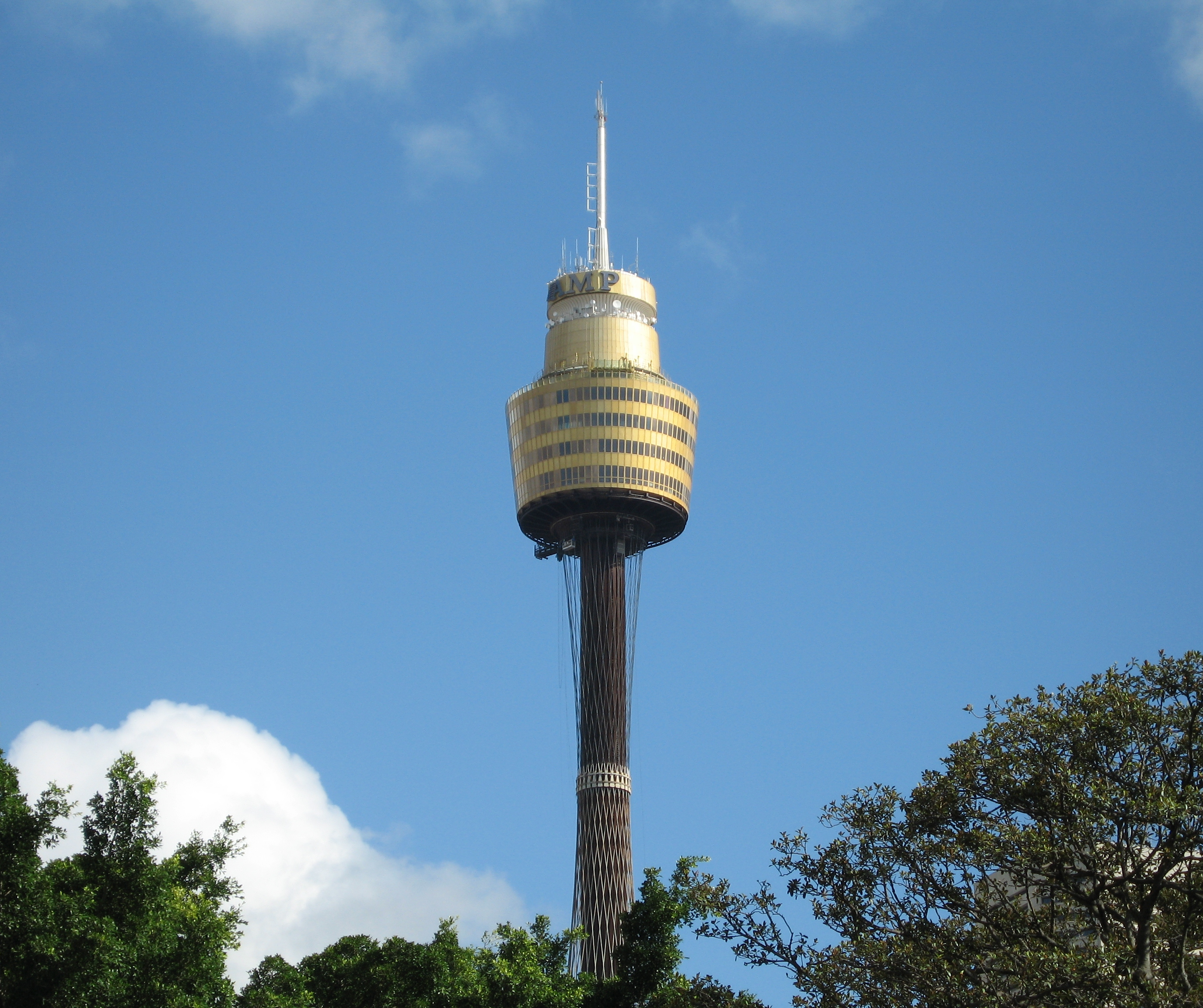
La sommità dell'edificio

La sua costruzione iniziò nel 1970 e venne inaugurata ed aperta al pubblico nel 1981. La torre non ospita uffici o appartamenti, ma nelle intenzioni iniziali si volle che fosse l'edificio più alto della città e un'attrazione per i turisti. L'edificio alla base, parte del progetto, ospita invece un centro commerciale. In cima alla torre, ad oltre 260 m, vi sono due piani girevoli e vetrati, chiamati Sydney Tower Eye, da cui ammirare la Baia di Sydney. Vi è la possibilità di cenare sulla sommità della torre, ammirando il panorama della città. Fa parte della World Federation of Great Towers.